# Invernaje otomano en Tolón
El invernaje otomano en Tolón ocurrió durante el invierno de 1543-44, después del Sitio Franco-Otomano de Niza, como parte de las operaciones combinadas bajo la alianza franco-otomana. Implicó a la flota comandada por el almirante otomano Hayreddin Barbarroja.

## Transcurso
Francisco I ofreció permitir que los otomanos invernasen en Tolón para que pudieran continuar hostigando las posesiones costeras de los Habsburgo en España e Italia:

"Que el señor Barbarroja enviado al rey por el Gran Turco, con su ejército turco y grandes señores en número de 30.000 combatientes durante el invierno en su ciudad y puerto de Tolón... para el alojamiento del mencionado ejército así como para el bienestar de toda esta costa, no será adecuado que los habitantes de Tolón permanezcan y se mezclen con la nación turca, debido a las dificultades que podrían surgir."
— Instrucción de Francisco I a su Lugarteniente del Señorío de Provenza.

Solo se permitió que los jefes de hogar permanecieran en la ciudad, mientras que el resto de la población tuvo que abandonarla bajo pena de muerte. Francisco I compensó a los habitantes de la ciudad eximiéndolos del impuesto de la taille por un período de 10 años. La Catedral de Tolón fue transformada en una mezquita con el llamado a la oración ocurriendo cinco veces al día, y la moneda otomana fue la de elección. Esclavos cristianos fueron vendidos en Tolón durante todo el período. Según un observador: "Al ver Tolón, uno podría imaginarse en Constantinopla".
Durante todo el invierno, las fuerzas otomanas bajo el mando del almirante Salih Reis pudieron llevar a cabo incursiones desde Tolón. Asaltaron y bombardearon Barcelona en España, y San Remo, Borghetto Santo Spirito, Ceriale en la República de Génova, y derrotaron ataques navales italo-españoles. Navegando con toda su flota hacia Génova, Barbarroja negoció con Andrea Doria la liberación de Turgut Reis.
Barbarroja encontró la base de Tolón muy agradable y conveniente, ya que significaba que podía mantener un bloqueo efectivo contra el Imperio mientras que Francisco pagaba para reparar sus barcos. El Lugarteniente del Señorío de Provenza se quejó de Barbarroja que "se toma su tiempo mientras vacía los cofres de Francia". Los otomanos finalmente partieron de su base en Tolón después de una estancia de 8 meses, el 23 de mayo de 1544, después de que Francisco I pagara 800.000 escudos a Barbarroja. También se negó a irse hasta que todos los corsarios turcos y berberiscos fueran liberados de las galeras francesas y saquearon cinco barcos franceses en el puerto de Tolón para provisionar su flota.

## Vuelta a Constantinopla
5 galeras francesas, bajo el mando del "Général des galères" Capitán Polin, acompañaron a la flota de Barbarroja en una misión diplomática al sultán Solimán. La flota francesa acompañó a Barbarroja durante sus ataques en la costa oeste de Italia en camino a Constantinopla, mientras devastaba las ciudades de Porto Ercole, Giglio, Talamona, Lipari y tomaba alrededor de 6.000 prisioneros, pero se separó en Sicilia de la flota de Barbarroja para continuar sola hacia la capital otomana.
Esta sería una de las últimas campañas navales de Barbarroja, quien falleció 2 años después en Constantinopla en 1546.